# Epos o Sundżacie
Sunjata [/sʊnˈdʒ ɑːtə/] (określany również jako Sundiata lub Son-Jara, a w wersjach polskich jako Sundżata) – poemat ludu Mandinke, który opowiada historię bohatera Sundżaty Keity (ur. 1190, zm. 1255), założyciel Imperium Mali. Epos jest przykładem tradycji ustnej opowiadanej przez pokolenia poetów griotów lub jeliwów (djeli). Epos powstał w XV wieku i został spisany w XVIII wieku. Nie ma jednej ani autorytatywnej wersji. Materiały odnoszące się do eposu po raz pierwszy zaczęto zbierać na początku XX wieku we francuskim Sudanie, w szczególności przez francuską elitarną szkołę École William Ponty, w wyniku czego „nowoczesna” wersja opowieści uważana jest dziś za standard, tak, jak została opublikowana w „powieściowej” formie w tłumaczeniu na francuski Djibrila Tamsira Niane'a w 1960 (tłumaczenie angielskie 1965).

## Kontekst historyczny i znaczenie etniczne
Historyczność wydarzeń przedstawionych w eposie jest przedmiotem dyskusji. Istnieją jedynie ograniczone XIV-wieczne arabskie źródła historiograficzne dotyczące wczesnej historii Imperium Mali, w szczególności zapisy Ibna Khalduna. Dowody tradycji ustnej mogą mieć więc kluczowe znaczenie w rekonstrukcji wydarzeń historycznych z tego okresu. Tradycja ustna z konieczności ulega jednak znaczącym zmianom na przestrzeni stuleci, choć uczeni próbowali wskazać w eposie elementy, które mogą odzwierciedlać wydarzenia historyczne.
Pisemne streszczenia eposu przed rokiem 1890 istniały w języku arabskim, a następnie (w latach 90. XIX wieku) wersje eposu zostały zebrane przez francuskich urzędników i opublikowane w tłumaczeniu na francuski, a od 1898 roku na niemiecki. Wykształceni na Zachodzie mieszkańcy Afryki Zachodniej zaczęli tworzyć wersje literackie tej opowieści, począwszy od lat 30. XX wieku. Tak było zwłaszcza w przypadku francuskiej elitarnej szkoły École William Ponty, która w 1937 r. wystawiła dramat oparty na opowieści. Okres ten to pierwsza interakcja tradycji ustnej z piśmiennością i nowoczesnością. Przeobrażenia, jakie zaszły w narracji w kontekście przedstawienia z 1937 roku, ostatecznie zaowocowały taką formą epopei, która w latach 40. i 50. XX wieku pozostawała najbardziej wpływowa. Pierwsza transkrypcja eposu linijka po linijce, opowiedziana przez griota, została wykonana w 1967 roku.
Epos o Sundżacie, tak jak duża część innych opowieści afrykańskich tego typu, podlegał dość paradoksalnemu zjawisku, czyli został spisany w językach europejskich, nie w językach rodzimych tamtego obszaru, mimo trwającej dekolonizacji.
Jako ustny epos historyczny Sundżata przekazuje informacje nie tylko o historii Imperium Mali, ale także o kulturze grupy etnicznej Mande. Struktury rodzinne Mande były wynikiem interakcji dwóch elementów – konstruktywnego (badenya) i destrukcyjnego (fadenya). Fadenya, czyli „ojciec-dziecko”, to rywalizacja między przyrodnim rodzeństwem i jest reprezentowana w eposie Sundżata przez animozję między Sundżatą, synem Sogolon, a Dankaranem Toumanem, synem Sassoumy (pierwsza żona króla Nare'a Marghana). Niszczycielskie siły fadenyi ostatecznie powodują wygnanie Sundżaty i jego matki z Mali, z obawy, że Sassouma może ich skrzywdzić. Badenya, czyli „matka-dziecko”, to uczucie między dziećmi tej samej matki. Jest to reprezentowane w eposie poprzez wsparcie siostry Sundżaty, Kolonkan, w czuwaniu nad nim przed próbami czarów Sassoumy, a także przez późniejsze wsparcie jego rodzeństwa w walce o odzyskanie Mali. Wsparcie ze strony matki jest również ważne dla Sundżaty, aby przezwyciężyć swoje upośledzenie fizyczne i zacząć chodzić. Znaczenie matki podkreśla narrator, który mówi, że „dziecko nie jest warte więcej niż matka”. Co znamienne, Sundżata potrzebował zarówno fadenya, jak i badenya, aby wypełnić swoje przeznaczenie, co wskazuje, że oba te elementy są niezbędne kulturze Mande.
Epopeja Sunjata jest nadal integralną częścią tradycyjnej kultury Mande, a historia jest wciąż opowiadana przez griotów i poprzez występy rytualne. Dziś stała się również częścią oficjalnej narodowej mitologii republik Mali, Gambii, Senegalu i Gwinei i jest uczona na lekcjach historii w programach szkół podstawowych.

## Fabuła
Nie ma jednej, autorytatywnej wersji eposu Sundżata, która mogłaby obejmować ponad 40 istniejących epizodów we wszystkich znanych wariantach, ale istnieją podstawowe, główne elementy, które są tradycyjnie uwzględniane. Bulman dzieli te elementy na: (1) pochodzenie Sundżaty ze strony ojca, (2) opowieść o bawołach, (3) narodziny i dzieciństwo Sundżaty, (4) wygnanie Sundżaty oraz (5) powrót i wojna z Sumanguru.
Imię Sundżata pochodzi od złożenia przezwiska jego matki, Sogolon (kobieta-bawół, od garbu szpecącego jej sylwetkę) i ojcowskiego przydomka, Djata (lew). Epos podaje, że dawno temu naprawdę żyła kobieta-bawół i wyrządzała szkodę ludziom żyjącym niedaleko kraju Mandingu. Nagrodą za jej złapanie miała być możliwość wybrania sobie dowolnej córki władcy za żonę. Dwóch mężczyzn podjęło się zadania i przechodząc przez las, spotkało starą, głodną kobietę, którą nakarmili. Ta ujawniła im, że jest kobietą-bawołem. Kobieta chciała zemścić się na swoim bracie, który odebrał należące się jej dziedzictwo, a, jako że dokonała już zemsty, ujawniła dwójce mężczyzn, jak można ją pokonać. W zamian musieli jej obiecać, że to jej córkę wybiorą na żonę. Brzydka i garbata Sogolon, córka kobiety, w przepowiedni dowiedziała się, że jej syn będzie wielkim władcą. Dowiedziawszy się o tym, dwóch mężczyzn postanowiło oddać ją na żonę królowi Mandingu, Naré Maghann Konaté (zwany także Maghan Kon Fatta lub Maghan Przystojny). Król pewnego dnia przyjął na swoim dworze łowcę wróżbitów. Łowca przepowiedział, że jeśli Konaté poślubi brzydką kobietę, ta da mu syna, który pewnego dnia zostanie potężnym królem. Naré Maghann Konaté był już żonaty z Sassoumą Bereté i miał z nią syna, Dankarana Toumani Keïta. Jednak, gdy dwóch łowców Traoré z królestwa Do przedstawiło mu brzydką, garbatą kobietę o imieniu Sogolon, przypomniał sobie przepowiednię i poślubił ją. Wkrótce urodziła ona syna Sundżatę Keitę, który przez całe dzieciństwo nie mógł chodzić. Sassouma była zazdrosna o dziecko i jego matkę i naśmiewała się z Sundżaty z powodu jego niezdolności do chodzenia i z brzydoty, którą odziedziczył po matce. Pomimo swojej fizycznej słabości, w młodym wieku król nadal przyznał Sundżacie własnego griota; miało to na celu umożliwienie im wspólnego wzrostu i zapewnienie stałych konsultacji, jak było to w zwyczaju.
Wraz ze śmiercią Naré Maghanna Konaté (ok. 1224), jego pierwszy syn, Dankaran Tuman, objął tron pomimo życzeń Konaté, aby proroctwo było przestrzegane. Sundżata i jego matka, która teraz urodziła dwie córki i adoptowała drugiego syna z trzeciej żony Konaté, Namandjé, cierpieli pogardę ze strony nowego króla i jego matki. Po tym, jak Sogolon została znieważona, Sundżata zażądał od kowala Nounfari żelaznego pręta, który pękł, gdy próbował go użyć, aby się wyprostować i chodzić. Dopiero kiedy używał gałęzi S'ra (afrykańskiego baobabu lub drzewa Adansonia), był w stanie chodzić. 
Nienawiść Sassoumy Bereté i Dankarana Toumaniego Keity wkrótce zmusza Sundżatę, jego matkę i dwie siostry do ucieczki do królestwa Mema. Sąsiednie królestwa nie chcą schronić Sundżaty i Sogolon w obawie przed tym, co zrobią Sassouma i jej syn, ale lud Mema ich przyjmuje. Mieszkając w królestwie Mema, Sundżata zaczął rosnąć „silny jak lew” i walczył z największym generałem ludu Mema, Moussą Tounkarą. Sundżata stał się tak wielkim wojownikiem, że został dziedzicem tronu Mema. Jednak Sogolon zachęcała go do „wypełnienia swego przeznaczenia” i powrotu do Mali, aby zostać królem.
Tymczasem Soumaoro Kanté, historyczny przywódca ludu Sosso, który zyskał na znaczeniu po upadku Imperium Ghany, a który jest przedstawiany w eposie jako okrutny król czarnoksiężnik, zaatakował królestwo Mandinka, powodując, że Dankaran Toumani uciekł ze strachu. Przed dotarciem do Mali Soumaoro podbił dziewięć królestw w byłym Imperium Ghany. Uciskani ludzie Mandinka wysłali następnie po wygnanego Sundżatę. Tworząc koalicję sąsiednich małych królestw, Sundżata wypowiedział wojnę Sosso. Ostatecznie Sundżata został później ukoronowany tytułem „Mansa”, czyli „król królów”, jako pierwszy władca Imperium Mali. Wkrótce zaczął organizować centrum imperium, przedstawiając Gbarze złożonej ze szlachty i notabli podczas swojej koronacji ustną konstytucję znaną jako Kouroukan Fouga. Jego model rządu poprowadził imperium do wielkości. Niektórzy grioci porównywali jego wyczyny do wyczynów Aleksandra Wielkiego.

## Polski przekład
W języku polskim epos ukazał się pod tytułem Sundżata albo Epopeja Mandingu, z ustnej relacji spisał i na francuski przełożył D.T. Niane, przekład z francuskiego Zbigniew Stolarek, w: Eposy Czarnej Afryki, oprac. Wanda Leopold, Warszawa 1977, s. 49-183.